# Gudmand Stork
Albrecht Angajugdleĸ Gudmand Stork [ˈælbʁɛgd aŋaˈjuɬːɜq ˈguðmænˀ sdɒːg] (* 17. Juni 1875 in Qasigiannguit; † 30. Oktober 1936 in Aamaruutissat) war ein grönländischer Landesrat.

## Leben
Gudmand Stork war der Sohn von Johan Henrik Christian Stork (1849–1884) und seiner ersten Frau Lea Marie Elisabeth Dalager (1849–1877). Er heiratete am 9. April 1899 in Ilulissat in erster Ehe Ane Marie Elisabeth Geisler (1879–1917), Tochter von Jakob Kristoffer Rasmus Geisler und seiner Frau Karoline Vilhelmine Gjertrud. Dieser Ehe entstammten acht Kinder, von denen vier jung starben.
Nach dem Tod seiner ersten Ehefrau ehelichte er am 9. September 1921 in Aamaruutissat die verwitwete Mette Agathe Antonette Regine Sandgreen (1883–1936), Tochter von Niels Carl Svend Sandgreen und seiner Frau Salomine Sara. Aus dieser Ehe ging ein weiterer Sohn hervor.
Gudmand Stork war Jäger von Beruf. 1911 wurde er in Aamaruutissat lebend in den ersten nordgrönländischen Landesrat gewählt. An der ersten Sitzung konnte er jedoch nicht teilnehmen. Er starb am 30. Oktober 1936 im Alter von 61 Jahren an einer Grippe, nachdem seine Frau acht Tage zuvor bereits derselben erlegen war.